# Wolfgang Feiersinger
Wolfgang Feiersinger (Saalfelden am Steinernen Meer, Austria, 30 de enero de 1965) es un exfutbolista y entrenador de fútbol austriaco que jugaba de defensa y militó en diversos clubes de Austria y Alemania. Fue parte del plantel de Borussia Dortmund, que ganó la UEFA Champions League 1996-97 y la Copa Intercontinental 1997.

## Selección nacional
Con la Selección de fútbol de Austria, disputó 46 partidos internacionales y no anotó goles. Incluso participó con la selección austriaca, en una sola edición de la Copa Mundial. La única participación de Feiersinger en un mundial, fue en la edición de Francia 1998. donde su selección quedó eliminado, en la primera fase de la cita de Francia.

### Participaciones en Copas del Mundo
| Mundial                        | Sede    | Resultado    |
| ------------------------------ | ------- | ------------ |
| Copa Mundial de Fútbol de 1998 | Francia | Primera Fase |

## Clubes
| Club              | País     | Año       |
| ----------------- | -------- | --------- |
| Austria Salzburgo | Austria  | 1989-1996 |
| Borussia Dortmund | Alemania | 1996-2000 |
| LASK Linz         | Austria  | 2000-2001 |
| Austria Salzburgo | Austria  | 2001-2002 |
| PSV SW Salzburg   | Austria  | 2002-2004 |
| SPG Saalfelden    | Austria  | 2005-2006 |